# Castex (Ariège)
Castex is een gemeente in het Franse departement Ariège (regio Occitanie) en telt 97 inwoners (2009). De plaats maakt deel uit van het arrondissement Pamiers.

## Foto's
Castex tegen de Pyreneeën

Panoramaschilderij van Castex (door Mireille)

## Geografie
De oppervlakte van Castex bedraagt 6,9 km², de bevolkingsdichtheid is dus 14,1 inwoners per km².

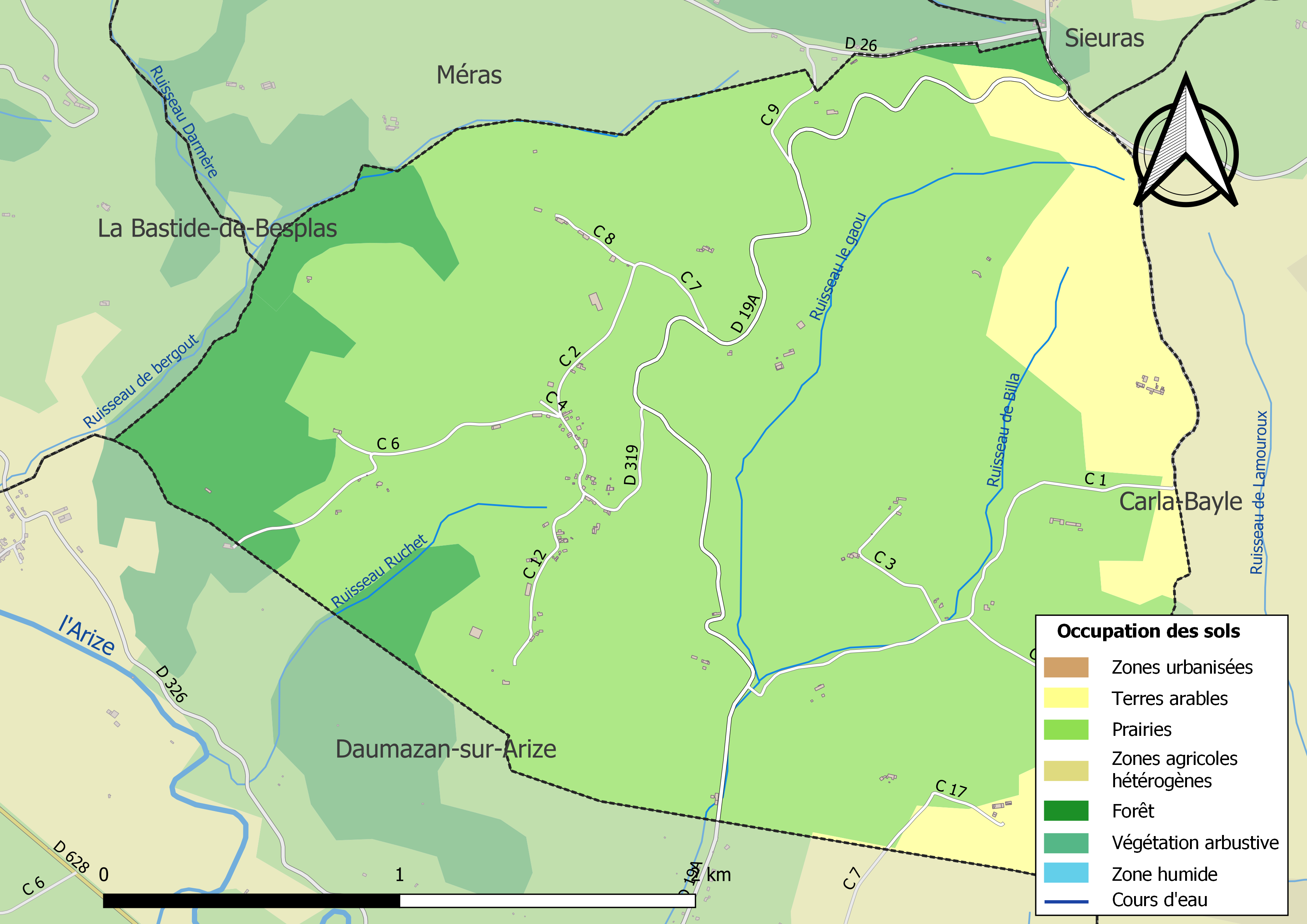
Kaart van de gemeente met de belangrijkste infrastructuur, bodemgebruik en omliggende gemeenten

## Demografie
Onderstaande figuur toont het verloop van het inwonertal (bron: INSEE-tellingen).

Vanwege een beveiligingsprobleem met de MediaWiki Graph-software is het momenteel niet mogelijk deze grafiek weer te geven. Zodra de software is bijgewerkt zal de grafiek vanzelf weer zichtbaar worden.